# Mercè Llorens
Mercè Llorens Serra (Arenys de Munt, Barcelona, España, 14 de mayo de 1979) es una actriz española.

## Biografía
Durante sus primeros años ya tuvo contacto con el mundo de la interpretación, al convivir durante varios años con la compañía teatral Els Comediants, para la que su madre trabajaba como cocinera. A los 16 años abandonó los estudios de puericultura y ejerció varios empleos, hasta que empezó a trabajar como modelo de revistas. Paralelamente, realizó varios estudios de interpretación, participando como extra o de reparto en algunas películas y series de televisión. En el año 2000 participó en la adaptación teatral de Don Quijote de  La Fura dels Baus.
Su primer papel protagonista le llegó en 2003, bajo la dirección de Luis Puenzo, en el largometraje La puta y la ballena. Poco después se convirtió en un rostro popular para el gran público gracias a la televisión, interpretando el personaje de la enfermera Begoña García en la serie Hospital Central de Telecinco.  Tras esta, vendría otro personaje con continuidad, Sonia Castilla, en la serie El Comisario, de la misma cadena. Paralelamente, siguió trabajando en el cine, con películas como Mala uva, de Javier Domingo, Camarón, El lunar de Miguel Ángel Buttini (2006), GAL de Miguel Courtois (2006), y Pretextos de Sílvia Munt (2006) o Do outro lado do mundo de Leandro Ferreira.
En 2008 protagonizó la serie televisiva 700 euros, diario secreto de una call girl, de Antena 3.
En octubre de 2010 se estrenó su última película El gran Vázquez junto a Santiago Segura y trabajó en la segunda temporada de Gavilanes como Olivia Cano.
En 2015 se incorpora a la octava temporada de la serie catalana La Riera, encarnando a Ània Jové Fargas.

## Filmografía

### Cine

#### Largometrajes
- 2001 - Lisístrata, de Francesc Bellmunt.
- 2002 - La compasión del diablo, de Paco Ciurana.
- 2003
- - La puta y la ballena, de Luis Puenzo.
- - Mala uva, de Javier Domingo.
- 2004 - Síndrome laboral, de Sigfrid Monleón.
- 2005 - Camarón, de Jaime Chávarri.
- 2006 - GAL, de Miguel Courtois.
- 2007
- - El lunar, de Miguel Ángel Calvo Buttini.
- - Pretextos, de Sílvia Munt.
- - Do outro lado do mundo, de Leandro Ferreira.
- 2008 - A un metro de ti, de Daniel Henríquez
- 2009 - El Edén , de Xavier Manich
- 2010 - El gran Vázquez, de Óscar Aibar
- 2012 - E.S.O (Entidad Sobrenatural Oculta), de Santiago Lapeira
- 2022    LA NIÑA DE LA COMUNION, de Víctor García

#### Cortometrajes
- 2001
- - Killing the Spot, de Albert Pérez.
- - Lágrima
- 2002
- - Rostres
- - Rocío
- 2005
- - Querer, de Marcelo Bukin.
- - Ecos, de Estefanía Muñiz.

### Televisión
- 1999 - Vídeo y medio
- 1999 - Happy house
- 1999 - Pepe Carvalho.
- 2000 - Tierra trágame
- 2001 - Nadal a tres bandes
- 2001 - Findls
- 2002 - Pets & pets
- 2003-2004 - Los Serrano
- 2004-2006 - Hospital Central
- 2005-2008 - El comisario
- 2008 - 700 euros, diario secreto de una call girl
- 2010-2011 - Gavilanes
- 2015 - 2017 La Riera

1998 cómo camarera en Laberint d'ombres Serie

### Teatro
- 1999
- - Almogàvers. Compañía Magatzem d’Ars Amateur.
- - Univers Allen. Cia GdeGea Teatre.
- - Bullshit Show. Compañía Magatzem d’Ars Amateur.
- - Criatures. Compañía Magatzem d’Ars Amateur.
- 2000
- - Audiovisual de la Ópera Don Quijote, de La Fura dels Baus.
- - Sala Oval. Compañía Magatzem d’Ars Amateur.
- - El tío Antón. Compañía Magatzem d’Ars Amateur.